# Jan Franciszek Czartoryski
Pour les autres membres de la famille, voir Famille Czartoryski.
Jan Franciszek Czartoryski, armoiries Pogoń Litewska, né le 19 février 1897 à Pełkinie près de Jarosław et mort le 6 septembre 1944 à Varsovie, est un prince polonais devenu religieux de l'ordre des frères prêcheurs sous le nom de Michał Czartoryski. Martyrisé en 1944, il a été béatifié par Jean-Paul II le 13 juin 1999 à Varsovie avec cent-sept autres martyrs polonais de la Seconde Guerre mondiale.

## Biographie
Fils de Witold Czartoryski et Jadwiga née Dzieduszycka, Jan Franciszek naît dans une famille nombreuse - il est sixième d'onze enfants du couple - appartenant à la branche cadette de la célèbre famille princière des Czartoryski. Il reçoit une éducation pieuse, obtient son baccalauréat à Cracovie, puis étudie à l'institut polytechnique de Lwów et décroche son diplôme d'ingénieur-architecte. Entre-temps, il participe à la défense de Lwów en 1920 pendant la guerre soviéto-polonaise et reçoit la Croix de la Valeur pour la bravoure dont il a fait preuve sur le champ de bataille.
En 1926, après de longues vacances passées en France et en Belgique, Jan intègre le séminaire à Lwów, mais il le quitte pour entrer, un an plus tard, le 18 septembre 1927, chez les dominicains à Cracovie. Il prononce ses vœux le 25 septembre 1928 et prend le nom de religion de Michał. Il est ordonné prêtre le 20 décembre 1931. Il est plus tard nommé maître des novices
Le RP Czartoryski surveille la construction d'un nouveau monastère de l'ordre à Varsovie, et développe un apostolat envers la jeunesse étudiante et des « élites intellectuelles » polonaises, à Cracovie. Au printemps 1944, il est envoyé dans son nouveau monastère construit dans le quartier Służewiec à Varsovie.
L'insurrection de Varsovie déclenché le 1er août 1944 le surprend dans le quartier de Powiśle. Coupé par les combats du monastère, il se présente chez le commandant du 3e groupe AK "Konrad" (AK, Armée de l'Intérieur) qui opère à Powiśle et devient aumônier des insurgés. Il passe la majeure partie de son temps dans un "hôpital" improvisé dans les caves de l'entreprise "Alfa-Laval" à l'intersection des rues Tamka et Smulikowski où il soigne les blessés et apporte du réconfort spirituel. Il y organise une chapelle et célèbre des messes. Le 6 septembre, le quartier et l'hôpital tombent aux mains des Allemands.l Lorsque l'hôpital est investi par les troupes allemandes, il est en train de dire le chapelet avec les blessés, vêtu de sa tenue de moine dominicain qu'il n'a pas souhaité enlever pour se faire évacuer avec les civils. L'équipe médicale est arrêtée, et Michel reste avec les malades. Une demi-heure plus tard, l’aumônier et les malades sont fusillés par les Allemands. Les corps sont traînés dans la rue, arrosés de kérosène et brûlés sur une barricade. Le jour suivant, les corps carbonisés sont enterrés dans l’arrière-cour d’une maison voisine. En 1945, les restes non-identifiés sont exhumés et transférés dans une tombe commune.
Décédé le 6 septembre 1944, il laisse des écrits spirituels.
Il est béatifié le 13 juin 1999 à Varsovie par Jean-Paul II. Il est fêté le 6 septembre.